# Onna no sono
Onna no Sono (女の園, lit. jardim de mulher) é um filme japonês de drama de 1954 escrito e dirigido por Keisuke Kinoshita. É baseado no romance Jinkō Teien (人工庭園, lit. jardim artificial) do escritor japonês Tomoji Abe.

## Sinopse
Após a abertura do filme, é documentado a revolta das estudantes de um internato feminino após a morte de uma de suas colegas, os eventos anteriores são contados em uma narração em flashback: entre um número de jovens estudantes, segue crescendo uma ala contra a administração escolar conservadora e autoritária e de suas doutrinas rígidas. As estudantes que participam do protesto estão divididas em facções entre si, há aquelas que, como Akiko, são de esquerda e outras, como Tomiko, que são apolíticas, além de outras meninas que demandam ações imediatas e outras que apelam em não agir prematuramente. Estas divisões são motivo repetido de debate entre Akiko, uma autodeclarada socialista proveniente da classe alta, e Toshiko, que atua como uma espécie de figura de liderança e ideóloga para as outras garotas. O catalisador dos acontecimentos se deu com a aluna Yoshie, que, estando atrasada nos estudos, não poderia trabalhar até tarde da noite de acordo com as regras da escola. Yoshie se matriculou na escola na tentativa de escapar de seu pai rígido, que também rejeita seu desejo de se casar com seu amigo Shimoda assim que ambos se formarem. Perseguido pela professora Mayumi e sofrendo com o distanciamento social das outras meninas, Yoshie finalmente comete suicídio. Enquanto ela é lamentada por Tomiko e Shimoda, com Tomiko, Akiko e Mayumi culpando umas às outras por sua morte, as outras estudantes bloqueiam o auditório sob a orientação de Toshiko e cantam o hino não oficial do aluno que a administração havia proibido.

## Elenco
- Mieko Takamine — Mayumi Gojō, professora
- Hideko Takamine — Yoshie Izushi
- Keiko Kishi — Tomiko Takioka
- Yoshiko Kuga — Akiko Hayashino
- Kazuko Yamamoto — Toshiko
- Takahiro Tamura — Sankichi Shimoda
- Masami Taura — Yoshikazu Sagara
- Chieko Higashiyama — Reitora
- Kikue Mori — Decana
- Kuniko Igawa — irmã de Yoshie
- Nobuo Kaneko — Kihei Hirato
- Yūko Mochizuki — Proprietária
- Chieko Naniwa — tia de Tomiko

## Recepção
Os historiadores de cinema Keiko McDonald e Donald Richie notaram o contraste do filme entre o Japão tradicional-feudal representado pelo sistema educacional e os valores emergentes e mais democráticos do pós-guerra vistos nas alunas. Richie também comentou favoravelmente sobre o tratamento dado por Kinoshita aos problemas emocionais das meninas adolescentes neste contexto, fazendo comparações com Mädchen in Uniform. Nagisa Ōshima nomeou Onna no Sono como o filme que o levou à decisão de se tornar um cineasta em seu documentário de 1995, 100 Years of Japanese Cinema.

## Prêmios
Onna no Sono recebeu o prêmio Mainichi Film Awards de 1954 nas categorias Melhor Diretor, Melhor Roteiro, Melhor Atriz Coadjuvante (Yoshiko Kuga), Melhor Música e Melhor Gravação de Som, bem como o Blue Ribbon Awards de Melhor Roteiro.